# Повія (фільм, 1926)
«Повія» (рос. «Проститутка») — білоруський радянський художній фільм 1926 року режисера Олега Фреліха.

## Сюжет
Роки НЕП. На околиці Москви щасливо живе сім'я Цупика. Петро працює у м'ясника-приватника Кондратьєва, Надія господарює і виховує двох маленьких дітей. У тому ж будинку у далекої родички Варвари живе сирота Люба. «Тітка» експлуатує і б'є дівчину, за гроші допомагає сусідові спокусити її і врешті-решт «за завзятість» виганяє на вулицю...

## У ролях
- Е. Ярош
- Віра Орлова
- Василь Ярославцев
- Ольга Бонус
- Іван Лагутін
- Павло Тамм
- Марко Донськой
- Олег Фреліх

## Творча група
- Сценарій: Ной Галкін, Єлизавета Демидович
- Режисер: Олег Фреліх
- Оператор: Альфонс Вінклер
- Композитор: